# 萨尔茨堡复活节音乐节
萨尔茨堡复活节音乐节（德語：Salzburger Osterfestspiele）由著名指挥家赫伯特·冯·卡拉扬于1967年创办，每年3月底至4月初复活节的两周内，由柏林爱乐乐团上演瓦格纳的音乐剧，并举办各种演奏会。

## 沿革

### 早年
卡拉揚創辦此節慶之後，自任音樂節之「藝術總指導」（Künstlerische Gesamtleitung）。自音乐节成立之初，由卡拉扬定下“维也纳爱乐乐团是夏季音乐节的驻场乐团”，而“柏林爱乐乐团作为来复活音乐节的看家乐团”的乾坤。

### 改弦风波
2010年，曾任EMI总裁的彼得·阿尔瓦临危出任音乐节总监，其後因音乐节管理集团中两位中层干部的经济丑闻和其中一位的自杀，使得音乐节内部分裂日益严重，柏林爱乐乐团与音乐节理念不合渐行渐远，最终指挥西蒙·拉特尔与柏林爱乐在2011年6月7日宣布2013年撤出复活节音乐节，改由德累斯顿国家管弦乐团取而代之，于2013~2017年成为音乐节常驻乐团。